# Тремуэн
Тремуэ́н (фр. Trémoins) — коммуна во Франции, находится в регионе Франш-Конте. Департамент — Верхняя Сона. Входит в состав кантона Эрикур-Уэст. Округ коммуны — Люр.
Код INSEE коммуны — 70506.

## География
Коммуна расположена приблизительно в 360 км к юго-востоку от Парижа, в 65 км северо-восточнее Безансона, в 45 км к востоку от Везуля.

## Население
Население коммуны на 2010 год составляло 355 человек.
| 1962 | 1968 | 1975 | 1982 | 1990 | 1999 | 2010 |
| ---- | ---- | ---- | ---- | ---- | ---- | ---- |
| 211  | 238  | 274  | 316  | 311  | 303  | 355  |

## Администрация
| Период | Период | Фамилия       | Партия | Примечания |
| ------ | ------ | ------------- | ------ | ---------- |
| 2001   | 2008   | Мишель Долота |        |            |
| 2008   | 2014   | Грегуар Жиль  |        |            |

## Экономика

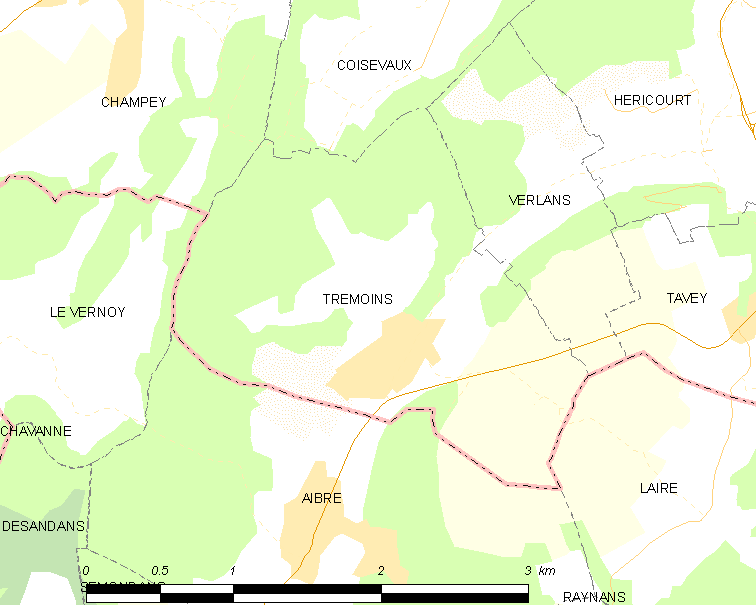
Карта коммуны

В 2010 году среди 213 человек трудоспособного возраста (15—64 лет) 161 были экономически активными, 52 — неактивными (показатель активности — 75,6 %, в 1999 году было 62,9 %). Из 161 активных жителей работали 154 человека (78 мужчин и 76 женщин), безработных было 7 (2 мужчины и 5 женщин). Среди 52 неактивных 11 человек были учениками или студентами, 26 — пенсионерами, 15 были неактивными по другим причинам.